# Hypselistes semiflavus
Hypselistes semiflavus är en spindelart som först beskrevs av Ludwig Carl Christian Koch 1879.  Hypselistes semiflavus ingår i släktet Hypselistes och familjen täckvävarspindlar. Inga underarter finns listade i Catalogue of Life.